# Schtroumpf le héros
Schtroumpf le héros est le trente-troisième album, et la quatre-vingt-dix-septième histoire, de la série de bande dessinée Les Schtroumpfs originellement créée par Peyo. Publié en 2015 aux éditions Le Lombard, l'album est scénarisé par Alain Jost et Thierry Culliford et illustré par Jeroen De Coninck et Miguel Díaz Vizoso.

## Résumé
Le Grand Schtroumpf demande qu'on fasse le ménage dans une maison abandonnée du village. Des Schtroumpfs y découvrent un vieux livre décrivant l'histoire d'un Schtroumpf qui était, selon le récit, devenu une sorte de superhéros, le « Surschtroumpf », grâce à l'absorption de l'eau rouge d'un lac situé dans une contrée lointaine, alimenté par la « Source du Dragon ». C'est cette eau qui aurait donné une force extraordinaire au Schtroumpf héros. Plusieurs Schtroumpfs décident de mettre sous forme théâtrale cette histoire. De nombreux Schtroumpfs se présentent pour incarner le Schtroumpf héros. Trois d'entre eux sont la risée du village : Schtroumpf maladroit, Schtroumpf peureux et Schtroumpf bêta. Ces trois Schtroumpfs décident d'aller à la recherche de ce lac et de découvrir si le Schtroumpf héros existe. Ils partent en catimini.
Le soir même, on découvre leur absence au moment du dîner. Dès le lendemain matin, une « équipe de secours » composée de trois autres Schtroumpfs part à leur secours ; cette équipe est notamment composée du Schtroumpf bricoleur, du Schtroumpf costaud et du Schtroumpf à lunettes.
Tandis que cette équipe de secours accumule les déconvenues (perte des repères, refuge dans une grotte, impossibilité d'en sortir, attaque par des chauve-souris, etc), l'équipe des trois Schtroumpfs parvient à proximité de la Montagne du Dragon grâce à une cigogne qui les amenés.
Ils trouvent le Lac du Dragon, alimenté dans une source d'eau. Ils se baignent dans le petit lac. Mais ils sont très déçus : l'eau n'est pas miraculeuse et ne donne aucune force extraordinaire ; elle n'empêche pas non plus la douleur ni les blessures. Soudain, deux humains apparaissent : un vieil homme et son page. Les trois Schtroumpfs se cachent. Ils reconnaissent les traits du vieil homme : il s'agit du Baron à qui ils avaient jadis remis un trésor qu'ils avaient trouvé « lors de leur grande Faim ». Le baron les accueille avec gentillesse et bienveillance. Il leur explique qu'il a dépensé l'argent du trésor. Mais ayant découvert cette source, il compte en tirer profit. En effet, cette source, si elle n'est pas magique et ne transforme personne en super-héros, a des vertus bienfaisantes, notamment pour calmer les rhumatismes. Il compte créer un établissement thermal qui sera, pense-t-il, extrêmement connu. Connaissant désormais la vérité sur la source et le lac, les trois Schtroumpfs quittent les lieux et regagnent le village.
Pendant qu'ils retournent chez eux, le baron décide de faire un « lâcher d'eau ». Cette eau se déverse dans la rivière qui alimente le village des Schtroumpfs, menacé d'être englouti. Le Grand Schtroumpf et ses petits Schtroumpfs remontent le courant de la rivière et voient bien que le débit anormal provient d'une nouvelle arrivée d'eau. Mais au moment où tout semble perdu et où le Grand Schtroumpf envisage d'évacuer le village, les trois Schtroumpfs, à la suite d'un cumul de gaffes, créent un éboulement qui stoppe in extremis l'arrivée de l'eau excédentaire dans la rivière. Entretemps, le baron s'aperçoit des conséquences de ses travaux et dévie l'eau vers un autre endroit. Le village est sauvé, et les trois Schtroumpfs sont fêtés comme des héros.

## Autour de l'album
- Lorsque le Grand Schtroumpf raconte l'histoire de Schtroumpf le Héros à ses petits Schtroumpfs le récit est illustré à la manière des contes pour enfants. De plus, on voit que le village des Schtroumpfs de l'époque a une architecture de style grecque (présence de colonnes à l'entrée des maisons-champignons) et les Schtroumpfs eux-mêmes sont vêtus de toges blanches et de sandales.

- Le personnage de Schtroumpf le Héros rappelle les héros de la Grèce Antique : style vestimentaire antique, acquisition d'une force extraordinaire à la suite d'une série d'épreuves, lutte contre des monstres (un loup en l'occurrence), personnage entré dans la légende, etc. On remarquera qu'il porte en permanence un bâton de berger, évocation des débuts modestes propres aux héros.

## Réception commerciale
L'album est édité à 105 000 unités en France, soit 12,5 % de moins que le précédent, Les Schtroumpfs et l'Amour sorcier qui avait été tiré à 120 000 exemplaires. Lors de sa première semaine, il atteint la 4e position du Top 15 BD français. Il atteint ensuite la seconde place, mais redescend à la dernière marche du podium la semaine du 23 au 29 mars 2015. Il reprend sa place initiale la semaine suivante, puis atteint la cinquième. Il reste en cinquième position la semaine suivante. Mais il sort du top 10 fin avril (13e). Il remonte ensuite à la onzième place. La BD est ainsi restée près de deux mois (8 semaines) dans le top 15 BD.